# Henbury (Cheshire)
Henbury is een civil parish in het bestuurlijke gebied Cheshire East, in het Engelse graafschap Cheshire met 561 inwoners.